# Čert (likér)
Čert je nahořklý likér tmavé hnědočervené barvy. Obsah alkoholu zpravidla nepřevyšuje 40 %; obsahuje také až 40 % cukru, přesto jeho sladkost není příliš výrazná - převažuje nahořklá a řízná (až pálivá) chuť. Dříve se používal jako žaludeční likér a patřil mezi tradiční lihoviny podávané v českých hospodách. V nabídkách lihovarů se opět objevuje. 